# Tiantai Shan
Tiantai Shan är en bergskedja i Kina. Den ligger i provinsen Zhejiang, i den östra delen av landet, omkring 130 kilometer sydost om provinshuvudstaden Hangzhou.
Genomsnittlig årsnederbörd är 2 140 millimeter. Den regnigaste månaden är augusti, med i genomsnitt 364 mm nederbörd, och den torraste är januari, med 70 mm nederbörd.